# 島田允堯
島田 允堯（しまだ のぶたか、1941年11月22日 - ）は、日本の地球科学者。専門は鉱物学・鉱床学。満洲国生まれ。

## 経歴
福岡県立修猷館高等学校を経て、1964年に九州大学理学部地質学科を卒業。1966年、九州大学理学部地質学教室の非金属鉱床地質学講座の助手に採用となり、1978年同助教授、1989年同教授に昇任。2005年同大学を定年退職し、名誉教授。同年より応用地質株式会社技術顧問となる。1975年、九州大学より理学博士の学位を取得。論文の表題は「長崎県対馬の鉛亜鉛鉱床、とくにしげくま型鉱化作用とその特性」。

## 研究業績
卒業論文では、吉村豊文の指導を受けて新木浦鉱山のスカルン・エメリー鉱床を研究。その後、白水晴雄・桃井斉・片山信夫・広渡文利のもとでロウ石鉱床、対馬の鉛亜鉛鉱床の調査に従事。1978年からJICA（現国際協力機構）派遣専門家としてボリビア国サンアンドレス大学に赴任し、同国のスズ多金属鉱床の研究を始める。1981～86年の文部省科学研究費海外学術調査（代表、苣木浅彦・上野宏共）の一員として、ボリビア・チリ国の熱水鉱床調査を行う。一方、JICA技術協力による専門家としてボリビア国サンアンドレス大学鉱床学研究所（IGE）設立に貢献し、1985年から1年間同プロジェクトリーダーを務める。また、JICA技術協力によるチリ国コンセプシオン大学鉱床学研究センター（GEA）の設立に苣木浅彦らとともに尽力し、1994年まで専門家や調査団員、プロジェクトリーダーとして同国の鉱床調査・研究に参加した。一方、国内では、花崗岩体における帯磁率累帯構造や、超微細粒子で産する自然金の研究を行う。1999～2003年の間、ユネスコIGCP（現地質科学国際計画）科学理事会理事を務めた。近年は、福岡県内で検出されたヒ素・水銀・フッ素・鉛による地下水汚染の原因究明調査に従事し、地域環境保全功労者として、2009年環境大臣表彰を受賞した。また2015年には、これまでの研究業績にたいし、資源地質学会より加藤武夫賞を受賞した。

## 主な編著書
- 島田允堯「地下水からなぜヒ素が検出されるのか －グローバルな環境問題－」、深田研ライブラリー、No. 87、45頁、深田地質研究所、2006年。
- 島田允堯「自然由来重金属と環境汚染 - 応用地質学・地球化学的データバンク -」、240頁、愛智出版、2014年。
- 日本地球化学会編「地球と宇宙の化学事典」（執筆分担）、朝倉書店、2012年。